# Isoetes riparia
Isoetes riparia là một loài dương xỉ trong họ Isoetaceae. Loài này được Engelm. ex A. Braun mô tả khoa học đầu tiên năm 1846.